# Шурыгин, Владимир Петрович
Владимир Петрович Шурыгин (1903, Тверь — 1978, Москва) — советский военный деятель, генерал-майор инженерных войск (10.11.1942).

## Биография
Родился в 1903 году в Твери, русский.
В Красной Армии служил с 1918 года, участвовал в Гражданской войне.
В 1924 году окончил Петроградскую инженерную школу (КВИШ), в 1935 году — Военную инженерную академию РККА в 1935 году. С 1936 года служил военным инженером в 56-й стрелковой дивизии в звании капитана.
Участвовал в Гражданской войне в Испании — с июня по ноябрь 1937 года был советником по инженерным вопросам на Северном фронте в провинции Астурия, с ноября 1937 по март 1938 года — советником по инженерным вопросам на Центральном фронте в Мадриде. По возвращении из Испании, служил в Ленинградском военном округе, получил звание полковника.
Был участником в советско-финляндской войне с 30 ноября 1939 года по март 1940 года, где был начальником инженерных войск 8-й армии. С 1940 года служил в Главной инспекции РККА.
В Великой Отечественной войне принимал участие с самого её начала. Воевал на Западном фронте, руководил строительством Ржевско-Вяземских рубежей. С ноября 1941 года был начальником инженерных войск и заместителем командующего 51-й армии на Крымском фронте. 
П. И. Батов писал: "Основная тяжесть оборонительных работ на перешейке пала на плечи личного состава 1-го и 2-го управлений военно-полевого строительства во главе с генералом Н. Ф. Новиковым и полковником В. П. Шурыгиным. С военными строителями трудились тысячи добровольных помощников из гражданского населения. Обеспечение рабочей силой секретарь обкома партии взял под свой личный контроль, и надо отдать должное партийной организации Крыма — она и здесь показала себя настоящим вожаком масс. На ее призыв укрепить Перекоп откликнулись тысячи людей. Преимущественно это были женщины и подростки."
В 1942 году был начальником инженерных войск Северной группы Закавказского фронта. В сентябре 1943 года был назначен начальником Московской высшей офицерской инженерно-минной школы РККА, созданной на базе Курсов заграждений.
После окончания войны служил на командных должностях в Вооруженных Силах СССР. До 1946 года был начальником Московской высшей офицерской инженерно-минной школы РККА, а также начальником ряда Управлений Министерства обороны СССР. В 1953 году служил старшим военным советником Народно-освободительной армии Китая по инженерным вопросам. В 1957—1960 годах был начальником кафедры инженерных войск Военной академии бронетанковых войск.
В 1960 году в звании генерал-майора инженерных войск вышел в отставку, проживал в Москве.
Умер в 1978 году, похоронен на Кунцевском кладбище.

## Награды
- Награждён орденом Ленина, шестью орденами Красного Знамени (11.11.1937, 19.05.1940, 22.02.1943, 03.11.1944, 15.11.1950), а также медалями, среди которых «XX лет РККА», «За оборону Кавказа», «За победу над Германией в Великой Отечественной войне 1941—1945 гг.».